# 마이크로그리드
마이크로그리드(microgrid)는 기존의 광역적 전력시스템으로부터 독립된 분산전원을 중심으로 한 국소적인 전력공급시스템을 말하는 것으로, 기존 전력시스템과 상호보완적인 관계를 가지고 있다.

## 개요
기존의 전력시스템은 발전소에서 생산된 전기를 소비자에게 전달하는 단방향 구성이었다. 하지만 기존의 소비자 중에서 직접 전기를 생산하여 공급자 역할까지 하는 프로슈머가 등장하였다. 기존의 전력시스템에서 이들은 자급자족만 하였고, 전체 계통망에는 기여하지 않았다. 생산되고 남은 전기는 대부분 버릴 수밖에 없어 효율성이 떨어졌다.
마이크로그리드는 이들이 생산하는 전기에너지를 활용하여 전체 네트워크의 에너지를 극대화 시키기 위한 기술로, 발전소에서만 전기를 생산하는 것이 아니라 양방향 송배전을 바탕으로 다수의 프로슈머가 전력망의 전력생산을 맡게 되는 것이다. 전원이 분산됨에 따라 안정적인 전기공급이 가능해지고, 재생가능 에너지의 효율적인 이용도 가능할 것으로 예상된다.

## 같이 보기
- 스마트 그리드
- 재생가능 에너지